# Mana (Guaiana Francesa)
Mana és un municipi francès, situat a la regió d'ultramar de la Guaiana Francesa. L'any 2006 tenia 7.836 habitants. Limita amb Awala-Yalimapo i amb l'oceà Atlàntic al nord, amb Iracoubo i Saint-Élie a l'est, Saül al sud i Saint-Laurent-du-Maroni a l'oest.

En roig el territori comunal de Mana.

## Situació
Està situada a l'oest de la Guaiana, als marges del riu Mana, prop de la desembocadura del Maroni Està dividida per les muntanyes de la Trinité, arribant a una altitud màxima de 636 metres. De Mana depèn la vila de Javouhey poblada essencialment per hmongs exiliats de Laos.

## Demografia
| 1962                                       | 1968 | 1975 | 1982 | 1990  | 1999  |
| ------------------------------------------ | ---- | ---- | ---- | ----- | ----- |
| ?                                          | ?    | ?    | ?    | 4.945 | 5.445 |
| Des de 1962: població sense dobles comptes |      |      |      |       |       |

## Administració
| Període | Identitat       | Partit        |
| ------- | --------------- | ------------- |
| 1989-   | Georges Patient | Divers gauche |

## Història
La mare Anne-Marie Javouhey va decidir establir una comunitat i desenvolupar aquest lloc (que ja estava ocupat pels nadius) després de tractar d'establir-se més al nord en un indret anomenat Nouvelle-Angoulême. Hi va haver una penitenciaria el segle xix, tancada a començament del segle xx.

## Personatges il·lustres
- Chantal Berthelot, diputat francès.
- Georges Patient, senador francès.